# Spolek Za záchranu rodného domu Jana Zrzavého v Okrouhlici
Spolek Za záchranu rodného domu Jana Zrzavého v Okrouhlici je zapsaný spolek založený 3. září 2008 v Okrouhlici u Havlíčkova Brodu, rodišti malíře Jana Zrzavého. Hlavním záměrem spolku je přebudování rodného domu Jana Zrzavého, tedy někdejší okrouhlické školy, v multifunkční Centrum Jana Zrzavého, které by poskytovalo zázemí nejširším kulturním a společenským aktivitám obce a regionu. Rovněž by v něm být umístěna trvalá expozice ilustrací Jana Zrzavého, která zatím našla střechu nad hlavou v Krajské knihovně Vysočiny.

## Činnost

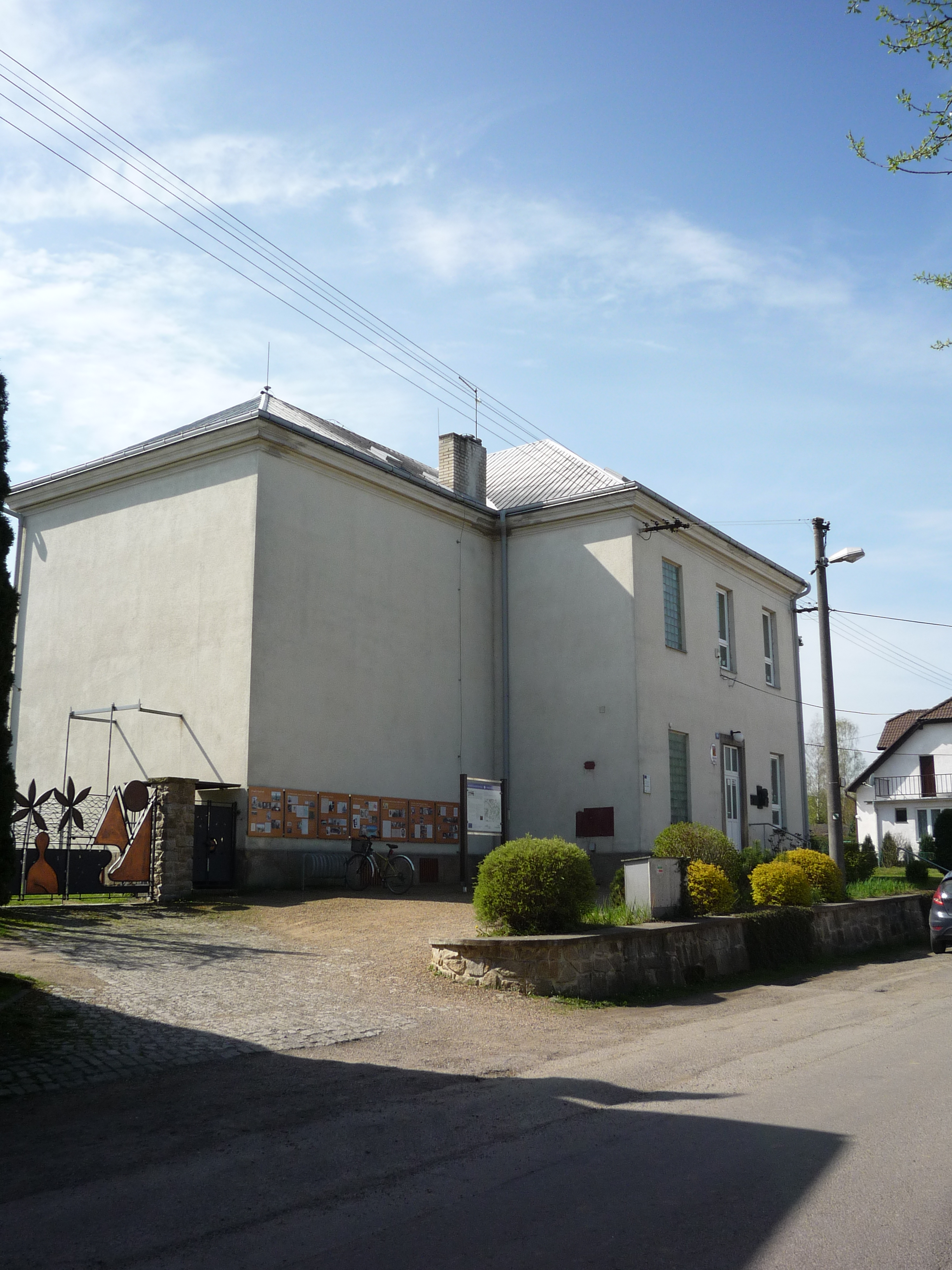
Rodný dům Jana Zrzavého v Okrouhlici

V letech 2009–2020 spolek investoval značné finanční prostředky do sanace a úpravy okolí rodného domu. Měl v té době podporu obce Okrouhlice, která jeho činnost podporovala jako smluvní partner do jara roku 2020, kdy byly zahájeny nákladem spolku úpravy prostor pro umístění expozice, výroba výstavního fundusu a další práce. V březnu roku 2020 však obec Okrouhlice podporu přerušila, navzdory intervencím Ministerstva kultury České republiky, Národního památkového ústavu, Sdružení českých umělců grafiků Hollar a Uměleckohistorické společnosti dům nabídla k pronájmu komerčnímu zájemci a nakonec vypověděla i partnerskou smlouvu, kterou měla se spolkem uzavřenou od začátku jeho činnosti.
Spolek se i přesto nadále snaží o kulturní rozvoj regionu a nevzdává se ani plánu na vytvoření kulturního centra spojeného se jménem Jana Zrzavého v jeho rodném domě.
Spolek úzce spolupracuje se společností Náš Martinů v Poličce, se  Společností Jana Zrzavého v Krucemburku a usiluje o vytvoření podmínek pro uskutečnění partnerství obce Okrouhlice s obcí Camaret ve Francii, kde Jan Zrzavý žil a tvořil svá významná díla. Mezi nejdůležitější aktivity spolku patří:
- projekt poznávací stezky Krajem malíře básníka – Jana Zrzavého, která v délce 22 km provádí zájemce místy inspirace obrazů českých krajin především ze 30. let 20. století.[2]
- vydání esejů Jana Zrzavého "Jan Zrzavý – malíř básník" (2013), pamětní publikace "Jan Zrzavý a Bohuslav Martinů, přátelé z Vysočiny" (2014), "Stížný list české a moravské šlechty proti upálení Jana Husa 1415-2015" (2015) a knihy "Lipnická bible. Štít víry v neklidných časech pozdního středověku" (2021).
- pravidelné kulturně-turistické vycházky s názvem Jeníkova špacírka, během nichž každoročně  navštěvujeme zajímavá místa v regionu.
- pravidelné pořádání kulturních setkání s názvem Jeníkova černá hodinka, kam jsou zváni významní rodáci, představitelé kultury, spisovatelé.
- realizace výstavy ilustrací Jana Zrzavého v nové budově Krajské knihovny Vysočiny v Havlíčkově Brodě (2021).

Dne 10. dubna 2022 získal spolek ocenění Magnesia Litera 2022 v kategorii nakladatelský čin za vydání odborné monografie o Lipnické bibli, kterou se svým týmem připravila Lucie Doležalová z Filozofické fakulty Univerzity Karlovy.

## Předsedové
- Martin Langpaul (2008–2017)
- Jaroslav Šoupal (od 2017)